# Лудвиг XV фон Йотинген-Йотинген
Лудвиг XV фон Йотинген (на немски: Ludwig XV von Oettingen-Ottingen; * 26 април 1486; † 24 март 1557 в Алерхайм, Бавария) е господар на Йотинген-Йотинген в Швабия, Бавария.
Той е син на Волфганг I фон Йотинген-Флохберг (* 16 май 1455; † 29 януари 1522) и съпругата му Анна фон Валдбург и Валдзе († 26 март 1507), дъщеря на трушсес Георг II фон Валдбург-Цайл-Волфег-Валдзе († 10 март 1482) и графиня Анна фон Кирхберг († 10 март 1484), дъщеря на граф Конрад VIII фон Кирхберг († 1470) и графиня Анна фон Фюрстенберг-Баар († 1481).
Той умира на 24 март 1557 г. в Алерхайм в Швабия на 70 години и е погребан в Харбург.

## Фамилия
Лудвиг XV фон Йотинген се жени на 15 март 1507 г. в Ротенбург на Некар за графиня Мария Салома фон Хоенцолерн-Хайгерлох (* 1 май 1488; † 4 август 1548), дъщеря на граф Айтел Фридрих II фон Хоенцолерн (1452 – 1512) и Магдалена фон Бранденбург (1460 – 1496), дъщеря на маркграф Фридрих III фон Бранденбург. Те имат децата:
- Мария Сидония († 27 ноември 1596), омъжена на 29 юни 1542 г. в Йотинген за Йохан II фон Хоенфелс-Райполтскирхен-Риксинген (1518 – 1573)
- Имагина († 7 декември 1558)
- Мария Египтиака († 12 ноември 1559), омъжена на 27 януари 1539 г. за вилд-рейнграф Филип Франц фон Залм-Даун-Нойфвил (4 август 1518 – 28 януари 1561)
- Анна († 19 април 1549), омъжена на 15 март 1537 г. за фрайхер Фридрих фон Шварценберг (19 септември 1498 – 12 септември 1561)
- Зерапия († сл. 31 август 1572), омъжена ок. 21 октомври 1558 г. за граф Бартоломеус Фридрих фон Байхлинген († 20 май 1567)
- Лудвиг XVI (* 1 юли 1508; † 1 октомври 1569), граф на Йотинген-Йотинген-Харбург, женен I. на 11 септември 1543 г. в Йотинген за Маргарета фон Пфалц († 3 юли 1560), II. 1569 г. за Клаудия фон Хоенфелс († 1582)
- Волфганг II (* 1511; † 1 март 1573), граф на Йотинген-Флохберг, женен на 17 ноември 1538 г. в Мюнхен за маркграфиня Маргарета фон Баден-Пфорцхайм-Дурлах (1519 – 26 април 1574), дъщеря на маркграф Ернст фон Баден-Пфорцхайм-Дурлах
- Фридрих V (* 6 ноември 1516, † 2 февруари 1579), граф на Йотинген-Йотинген-Валерщайн, женен на 17 март 1542 г. за Еуфемия фон Йотинген (1523 – 16 март 1560)
- Мария Якобина (* 1525; † 13 декември 1575), омъжена I. на 17 август 1554 г. в замък Даун за пфалцграф Йохан II фон Зимерн (20 март 1492 – 18 май 1557), II. на 25 февруари 1560 г. в Хайделберг за граф Йохан III фон Шварценберг (1524/1528 – 30 септември 1588)
- Лотар (* 1531/1532, † 7 април 1566), граф на Йотинген, женен на 1 юни 1561 г. в Риксинген за племенницата си Клаудия фон Хоенфелс († 1582)
- Мария Салома (* 12 януари 1535; † 12 януари 1603), омъжена на 27 октомври 1560 г. във Ваймар за Хайнрих XVI Ройс-Плауен-Оберграйц (8 ноември 1525 – 22 юни 1578)
- Мария Йохана († 14 март 1577 в Йотинген), омъжена в Англия на 20 януари 1540 г. за граф Филип фон Лихтенщайн